# Alex Wheatle
Alex Alphonso Wheatle MBE (* 3. Januar 1963 in London; † 16. März 2025) war ein britischer Schriftsteller mit jamaikanischen Wurzeln.

## Leben
1963 als Sohn jamaikanischer Eltern geboren, verbrachte Wheatle den Großteil seiner Kindheit im Shirley Oaks Kinderheim, Brixton, in dem Kinder in großem Umfang körperlicher, sexueller und rassistischer Gewalt ausgesetzt waren, wie ab 2014 in offiziellen Untersuchungen bestätigt wurde. Mit sechzehn wurde er Gründungsmitglied des Crucial Rocker Soundsystem; sein DJ-Name war Yardman Irie. Nebenbei schrieb Wheatle Texte über den Alltag in Brixton. In den Jahren um 1980 lebte er in einer Herberge des Sozialdienstes in Brixton und war an den dortigen Unruhen von 1981 und ihren Folgen beteiligt. Er wurde inhaftiert und las während seiner Zeit im Gefängnis die Werke von Autoren wie Chester Himes, Richard Wright, C. L. R. James und John Steinbeck. Sein Zellengenosse war ein Rastafari, der ihn dazu ermunterte, mit dem Lesen anzufangen und sich um seine Bildung zu kümmern.
Wheatle äußerte sich unter anderem 2006 in der BBC-Sendung Battle of Brixton zu den Unruhen in Brixton. Seine frühen Werke basieren auf seinem Leben als Teenager in Brixton und den Jahren, in denen er unter Betreuung des Sozialdiensts stand.
Wheatle lebte in London. Er war Mitglied des englischen P.E.N. und besuchte schulische Einrichtungen, wo er kreatives Schreiben förderte und Vorträge hielt.
Alex Wheatle starb im März 2025 an den Folgen einer Prostatakrebs-Erkrankung.

## Auszeichnungen
Bei den Queen’s Birthday Honours 2008 wurde Wheatle der Order of the British Empire für Verdienste um die Literatur verliehen.
Sein Roman für junge Erwachsene, Liccle Bit. Der Kleine aus Crongton, war auf der Longlist der Carnegie Medal 2016.
Das 2016 erschienene Buch Die Ritter von Crongton gewann den 50. Guardian Children's Fiction Prize. S. F. Said, einer der Juroren, sagte über das Buch: „Wheatles Literatur ist  poetisch, rhythmisch und einzigartig und erfindet die englische Literatur neu, und das mit unheimlichem Schwung. Obwohl Crongton von ihm erfunden wurde, zeigt es Parallelen mit der Situation in vielen Städten, nicht nur in England, sondern weltweit. Die Ritter von Crongton ist ein wichtiger Roman, von einer wichtigen Stimme der britischen Kinderliteratur.“
Für die „Crongton“-Trilogie mit Wer braucht ein Herz, wenn es gebrochen werden kann, Die Ritter von Crongton und Liccle Bit – Der Kleine aus Crongton wurde Wheatle zusammen mit der Übersetzerin Conny Lösch im August 2019 mit dem Luchs des Monats ausgezeichnet.
Im März 2024 nominierte der Arbeitskreis für Jugendliteratur das Buch Cane Warriors. Niemand ist frei, bis alle frei sind in der Kategorie Jugendbuch für den Deutschen Jugendliteraturpreis.

## Werke
- Brixton Rock. Black Amber, 1999.
- East of Acre Lane. Fourth Estate, 2001.
- The Seven Sisters. Fourth Estate, 2002.
- Checkers, mit Mark Parham. X-Press, 2003.
- Island Songs. Allison & Busby, 2005.
- The Dirty South (Serpent’s Tail, 2008)
- Brenton Brown. Arcadia Books, 2011.
- Liccle Bit. Atom Books, 2015.
  - Liccle Bit. Der Kleine aus Crongton. Übersetzung von Conny Lösch. Kunstmann, München 2018. ISBN 978-3-95614-231-4.
- Crongton Knights. Atom Books, 2016.
  - Die Ritter von Crongton. Übersetzung von Conny Lösch. Kunstmann, München 2018. ISBN 978-3-95614-255-0.
- Straight Outta Crongton. Atom Books, 2017.
  - Wer braucht ein Herz, wenn es gebrochen werden kann. Übersetzung von Conny Lösch. Kunstmann, München 2019. ISBN 978-3-95614-286-4.
- Cane Warriors. Andersen Press, 2020.
  - Cane Warriors. Niemand ist frei, bis alle frei sind. Übersetzung von Conny Lösch. Kunstmann, München 2023. ISBN 978-3-95614-543-8.

Wheatles Bücher wurden ins Deutsche, Französische, Italienische, Walisische und Japanische übersetzt (Stand Anfang 2023).

## Film
Für Dezember 2020 war die Veröffentlichung einer Filmbiografie über Alex Wheatle angekündigt; Regie führte Steve McQueen.